# Abdulaziz Haikal
Abdulaziz Hussain Haikal Mubarak al-Balooshi (arabisch عبد العزيز حسين هيكل مبارك البلوشي, DMG ʿAbd al-ʿAzīz Ḥusain Haikal Mubārak al-Balūšī; * 10. September 1990 in Abu Dhabi) ist ein Fußballspieler aus den Vereinigten Arabischen Emiraten.

## Karriere

### Verein
Aus der U17 von al-Shabab al-Arabi kommend wechselte er zur Saison 2008/09 in den Kader der ersten Mannschaft. Zum Jahresstart 2011 wechselte er dann zu al-Ahli. Mit diesen gewann er bislang drei Mal die Meisterschaft und genauso oft auch den Pokal. So nahm er mit seinen Klubs auch mehrfach an der AFC Champions League teil. Sein größter Erfolg hier, war für ihn mit seiner Mannschaft das Erreichen der Finalspiele, in der Saison 2015, wo man am Ende Guangzhou Evergrande mit 0:1 im Rückspiel unterlag. Er selbst stand aber nur im Finalhinspiel im Kader.

### Nationalmannschaft
Seinen ersten bekannten Einsatz im Trikot der Nationalmannschaft der Vereinigten Arabischen Emirate hatte er am 5. Januar 2011 bei einem 0:0 gegen Australien, wo er zur 64. Minute für Ali al-Wehaibi eingewechselt wurde. Ab September 2012 kam er dann in fünf weiteren Freundschaftsspielen bis zum Ende des Jahres zum Einsatz. Im letzten davon, erzielte er dann auch sein erstes Länderspieltor.
Er war dann im Sommer 2012 auch Teil des Olympiakaders beim Turnier der Spiele 2012 und kam hier in zwei Partien zum Einsatz.
Sein erstes Turnier danach war dann der Golfpokal 2013, wo er am Ende mit seiner Mannschaft im Finale zum zweiten Mal in deren Geschichte, nach einem 2:1-Sieg über den Irak, den Titel gewann. Einen Monat später war er dann auch in der Qualifikation für die Asienmeisterschaft 2015 dabei, sammelte jedoch größtenteils in Freundschaftsspielen seine Einsatzzeit. Zum Ende des Jahres folgte für ihn dann noch der Golfpokal 2014, wo er in einer Gruppenpartie, sowie dem Spiel um Platz drei eingesetzt wurde. Im Herbst des Jahres folgten für ihn dann Einsätze bei der WM-Quali für das Turnier im Jahr 2018, wie auch Freundschaftsspiele, wo er einiges an Einsätzen sammelte. Im März 2018 folgte dann noch einmal ein weiterer Freundschaftsspieleinsatz.
Mit einer Pause von gut zwei Jahren, folgte dann erst am 12. Oktober 2020 dann wieder ein Länderspieleinsatz für ihn. Nach einem weiteren Einsatz dauerte es dann auch noch einmal mehr als ein Jahr, bis er in der WM-Quali 2022 dann Ende Januar 2022 wieder eingesetzt wurde. Zuvor stand er zwar beim Arabien-Pokal 2021 mit im Kader, blieb dort aber ohne Einsatzzeit. Diesmal folgten dann auch noch mehr Freundschaftsspieleinsätze. Sein bislang letzter Einsatz war Ende März 2023 ein 2:0-Freundschaftsspielsieg über Thailand.